# Columna Mangada
La Columna Mangada va ser una unitat de milícies republicanes que va lluitar durant els primers mesos de la Guerra Civil espanyola a la Serra de Gredos, a l'oest d'El Escorial, aconseguint gran popularitat en realitzar una incursió en terres d'Àvila a la fi de juliol de 1936.

## Orígens
L'origen de la columna Mangada se situa en el 19 de juliol de 1936. En aquesta data, el govern republicà, incapaç de controlar el cop d'estat, decideix crear cinc batallons de voluntaris en Madrid i col·locar al capdavant d'ells a militars lleials. Un d'ells serà el tinent coronel retirat Julio Mangada Rosenörn, al que li lliuraran 1.000 fusells perquè organitzi un batalló de voluntaris.
Aviat, la unitat entrarà en acció, participant en l'assalt al caserna de la Montaña i a les casernes de Campamento (Madrid) el dia 20 de juliol.

## Historial d'operacions
El 21 de juliol, Julio Mangada, al capdavant d'una columna que porta el seu nom i que està composta pel batalló "Astúries" (milicians que formaran després el batalló Pueblo Nuevo - Ventas dirigits per Tomás Centeno Sierra, guàrdies d'assalt de Badajoz i guàrdies civils), part cap a la Serra de Gredos per la carretera d'Arenas de San Pedro. El delegat polític era Adolfo Cadavieco, i el cap de l'Estat Major, Juan Calvo Calvo.
En aquesta primera expedició passa per Cebreros (22 de juliol), Navalperal de Pinares (23) i venç a una petita guarnició a las Navas del Marqués (23). Mangada decideix llavors creuar la serra, i arriba a Aldeavieja. Des d'aquest lloc, la seva situació és excepcional, ja que ha arribat a l'Altiplà i pot prendre Àvila o bé avançar cap a El Espinar i envoltar a les forces revoltades que defensen l'Alto del León, obrint així el port a les milícies madrilenyes. Decideix avançar cap a l'Alto del León, i el dia 24 al matí ocupa Villacastín. Envia llavors exploradors pels voltants per localitzar a l'enemic. Un d'aquests grups es troba a Labajos amb voluntaris falangistes dirigits per Onésimo Redondo, produint-se una escaramussa i morint el líder falangista. Aquest mateix dia 24, Mangada decideix tornar amb la seva columna a l'altre costat de la serra, i a la nit arriba a Navalperal. Per aquesta incursió serà rebut amb la seva columna com un heroi a Madrid, sent-li atorgada per la multitud la faixa de general. Gran quantitat d'autors veuran en aquesta acció una oportunitat perduda per part dels republicans d'ocupar el sector de l'Alt del León i potser d'expandir-se per Castella.
El 27, la columna torna al sector, sent reforçada amb un batalló d'infanteria del regiment núm. 1 Wad-Ras (comandant Luis Noé), el batalló de milícies Aida Lafuente i dues bateries d'artilleria. En els següents dies, i abans que acabi el mes, ocupa tota la llera del riu Alberche sense grans esforços, i situa la seva caserna general a Navalperal (al setembre estarà a Santa María de la Alameda).
L'1 d'agost es produeix la primera acció d'importància en derrotar a la columna rebel d'uns 800 homes i amb metralladores i artilleria manada pel comandant de la Guàrdia Civil Lisardo Doval en el seu intent d'ocupar Navalperal. Aprofitant aquesta victòria, part de la columna Mangada realitza incursions sobre El Espinar els dies 1 i 2 d'agost.
A principis de setembre, i davant el perill de l'avanç de l'Exèrcit d'Àfrica per la vall del Tajo, Mangada envia part de la seva columna per contenir l'avanç. No obstant això, les derrotes republicanes en la carretera d'Extremadura seran contínues, i algunes de les tropes en retirada acabaran fugint cap al nord i engrossint les files de la columna.
A l'octubre, i després de dos mesos de calma, la columna torna a ser atacada. Aquesta vegada, l'intent és més seriós, i l'objectiu és ocupar San Martín de Valdeiglesias i avançar des d'allí fins a la zona a l'oest de Madrid. El 4 d'octubre s'inicia l'atac. La defensa és forta, i els rebels van ocupant els objectius amb molta dificultat: Navalperal (8 d'octubre), El Hoyo de Pinares (9), El Tiemblo i port d'Arrebatacapas (9 o 10), Cebreros (10), Robledo de Chavela (17) estació de Robledo de Chavela (18) i Navas del Marqués (22). Davant aquesta resistència, el comandament rebel decideix suspendre l'atac concèntric sobre Madrid i avançar només per la carretera Toledo-Madrid.
A l'octubre de 1936, Manuel Márquez està ja al capdavant de la columna, sent després substituït per Juan Calvo Calvo i Nilamón Toral. Cap a desembre de 1936, amb la columna Pispada es formarà la 32a brigada, que estarà al comandament de Toral.

## Composició
A més de les unitats indicades, altres milícies com els batallons Largo Caballero, Capitán Condés, Sargento Vázquez, Catalunya i Fermín Galán van pertànyer a la columna Mangada.
Quant al nombre d'efectius de la columna, en la primera incursió de juliol es desconeix, i les primeres dades són de finals d'agost, quan s'enfronten a la columna Doval, sent d'uns 5.300 soldats i alguna peça d'artilleria en tot el sector. El 7 d'octubre, quan es produeix l'atac rebel, hi ha uns 6.392 soldats, vuit peces d'artilleria, quatre morters i 20 metralladores.